# Кочевје
Кочевје (словен. Kočevje) је град и управно средиште истоимене општине Кочевје, која припада Југоисточнословеначкој регији у Републици Словенији.
По попису становништва из 2011. године насеље Кочевје имало је 8.672 становника.